# Mëmouna Kora Zaki Leadi
 (février 2022).
Mëmouna Kora Zaki Leadi ou Maïmouna Kora Zaki Leadi est une femme politique béninoise. Elle est successivement ministre et diplomate sous Boni Yayi.

## Biographie
Maïmouna Kora Zaki Leadi occupe sous la présidence de Boni Yayi, le poste de Ministre du travail et de la fonction publique. 
Après vingt-sept mois à la tête du ministère, elle quitte ce poste à la suite d'un scandale de concours frauduleux de recrutement d’agents au profit du ministère de l’économie et des finances. Elle devient par la suite diplomate avec son affectation comme ambassadrice de la République du Bénin au Niger,.